# Tratado de Madrid (1526)

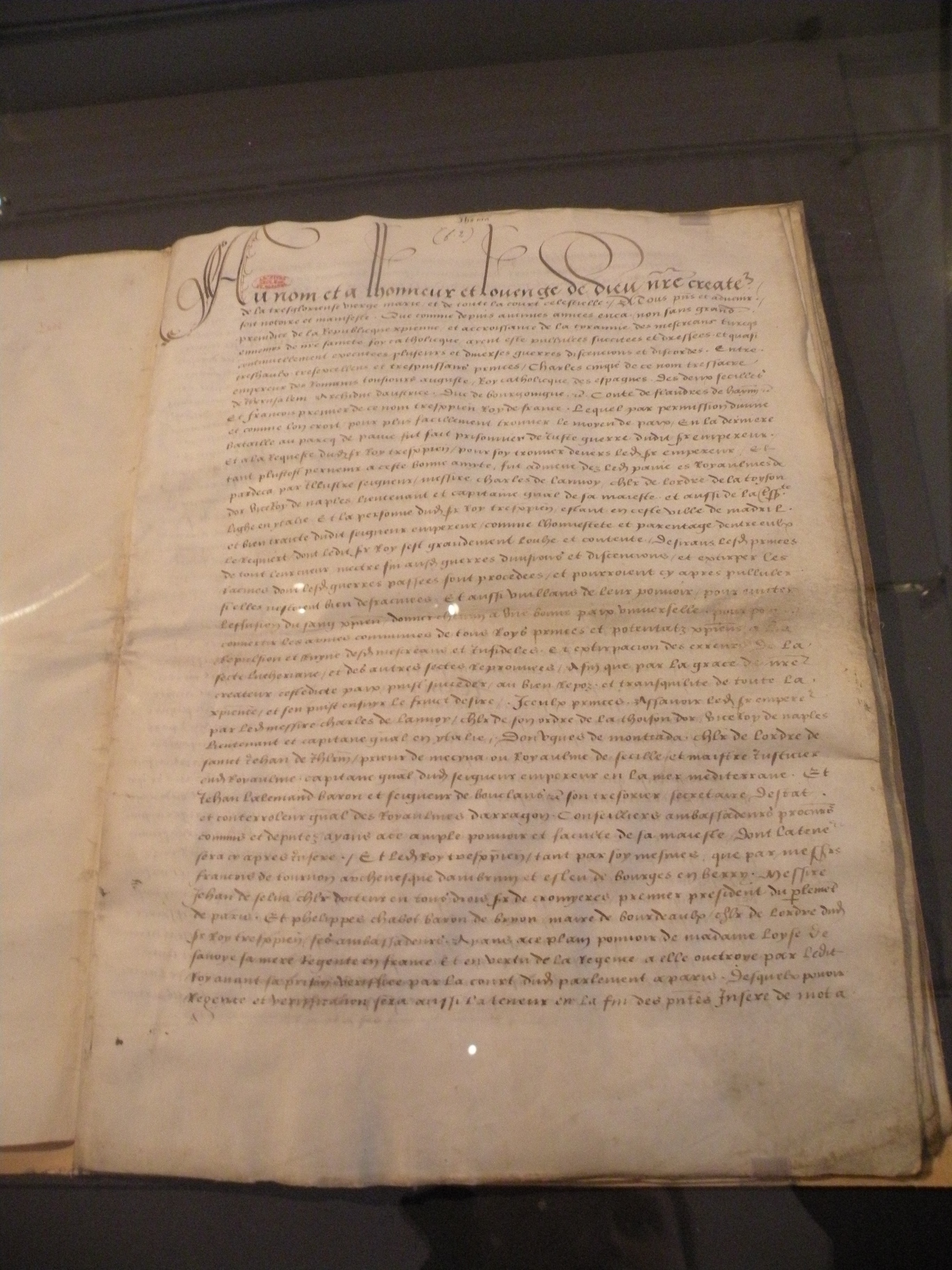
Tratado de Madrid.

O Tratado de Madrid de 1526 foi um tratado assinado em 14 de janeiro de 1526 entre o imperador Carlos I de Espanha  e Francisco I de França, logo após a Batalha de Pavia, vencida pela Espanha, estando Francisco I prisioneiro. A França renunciava a seus direitos sobre partes de seu território, como a Borgonha.
Assunto: Espanha, França.